# Федорович, Татьяна Фёдоровна
Татьяна Фёдоровна Федорович (08.01.1919 — ????) — доярка учебно-опытного хозяйства Тюменского сельскохозяйственного института Тюменская область Герой Социалистического Труда (22.03.1966).

## Биография
Родилась 8 января 1919 года в Тюменском уезде Тобольской губернии, на территории современного Нижнетавдинского района Тюменской области, в семье крестьянина. Русская.
Отец работал в коммуне, которая называлась «1-е Мая», мать пекла хлеб для коммунаров .
В начале 1930-х годов умер отец, и старшая из детей, Татьяна Белкина (в девичестве) в 13 лет оставила учёбу в школе, начав работать в крестьянском хозяйстве: пахала и боронила, сеяла и жала, стоговала сено и доила коров.
В 1942 году она  вышла замуж за односельчанина Павла Андреевича, вернувшегося с фронта израненным. В 1947 году овдовела и с тремя маленькими детьми (старшему было 3 года) переехала в Учхоз (с 1960-х годов – посёлок Рощино) к брату Илье, который уже работал механиком в учебном хозяйстве сельхозтехникума.
Поступила работать дояркой учебно-опытного хозяйства Тюменского сельскохозяйственного техникума (с 1959 года – института, ныне – Государственного аграрного университета Северного Зауралья).
За короткий период она стала высококлассным специалистом ручной дойки коров, ежедневно надаивала от 12 до 20 литров молока от каждой из 15 коров своей группы. К дояркам в учхозе предъявляли высокие требования, животные всегда были чистыми и ухоженными. За более чем четверть века работы в учхозе сотни студентов  прошли практику у передовой доярки. Приняла участие в Выставке достижений народного хозяйства (ВДНХ) СССР.
В завершающем 7-ю семилетку 1965 году она получила от каждой фуражной коровы в среднем  по 5060 килограммов молока.
Указом  Президиума Верховного Совета СССР от 22 марта 1966 года за достигнутые успехи в развитии животноводства, увеличении производства и заготовок мяса, молока, яиц, шерсти и другой продукции Федорович Татьяне Фёдоровне  присвоено звание Героя Социалистического Труда с вручением ордена Ленина и золотой медали «Серп и Молот».
Избиралась депутатом Тюменского областного Советов депутатов трудящихся.
Проживала в посёлке Рощино (с 1984 года – микрорайон города Тюмени). На  8 января 2014 года ей исполнилось 95 лет. Её поздравили пять внуков, пять правнуков и шесть праправнуков .
Дата её кончины не установлена.

## Награды
- Золотая медаль «Серп и Молот» (22.03.1966)
- Орден Ленина (22.03.1966).
- Медаль «В ознаменование 100-летия со дня рождения Владимира Ильича Ленина» (6 апреля 1970)
- Медаль «Ветеран труда»
- Медаль «За трудовую доблесть»
- медалями ВДНХ СССР:серебряной  медалью ВДНХ СССР.